# Länsväg Z 614

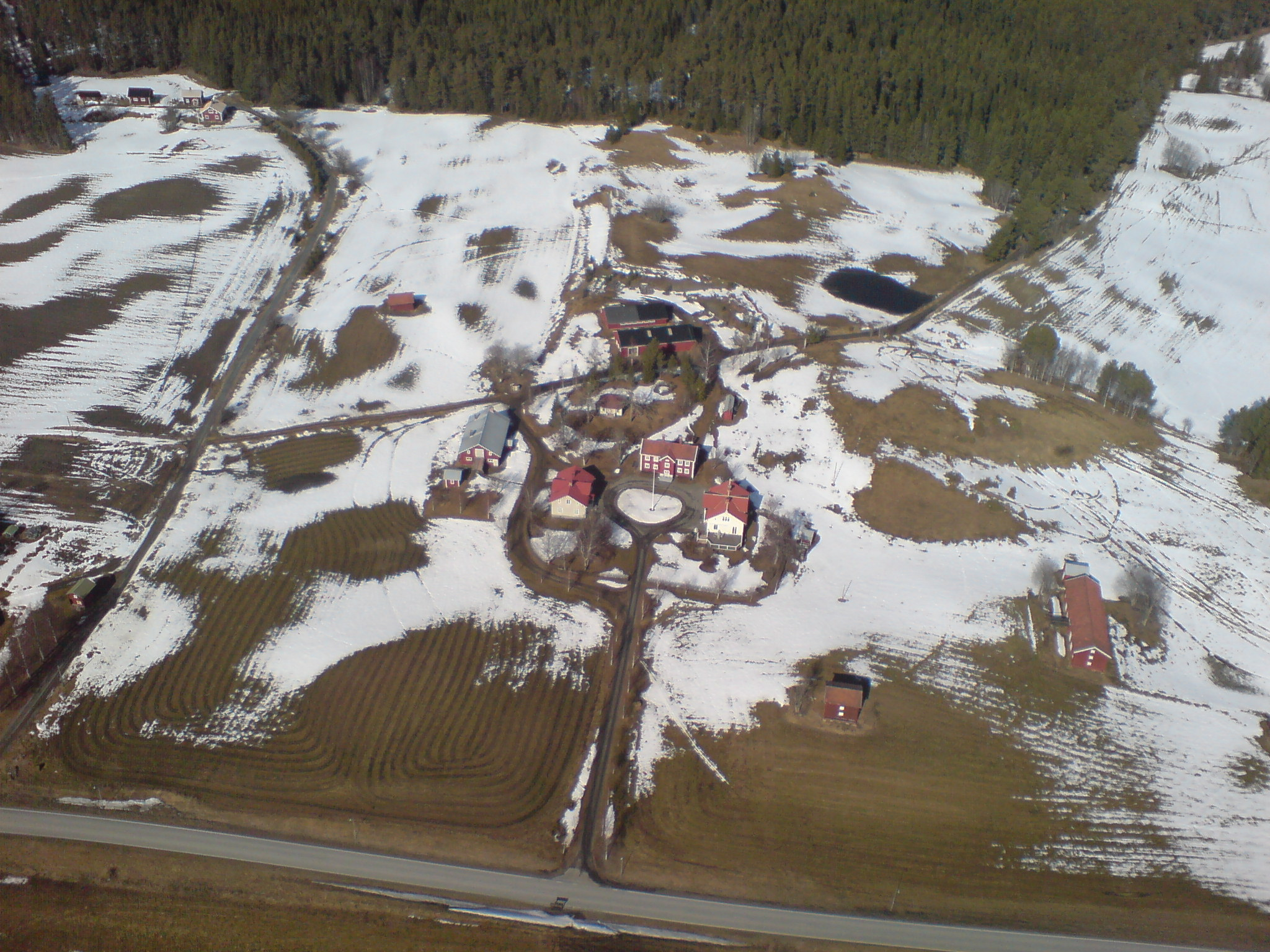
Länsväg 614 där den passerar Vejmon

Länsväg 614 är en länsväg i Jämtlands län. Z614 går från  E14 vid Ytterån  genom Vejmon till Länsväg 609 vid Rödön. Länsväg 614 har bärighetsklass BK1.